# Pachycerina vaga
Pachycerina vaga är en tvåvingeart som beskrevs av Adams 1905. Pachycerina vaga ingår i släktet Pachycerina och familjen lövflugor. Inga underarter finns listade i Catalogue of Life.